# Plíce

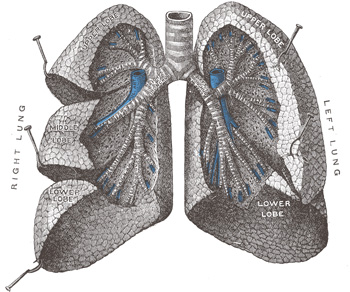
Větvení bronchů v plicích člověka

Plíce (lat. pulmo), též  pneumo z řec. πνεύμω – dech, je párový orgán, který umožňuje výměnu plynů mezi krví a vzduchem. Plíce savců včetně člověka se skládají z miliónů plicních sklípků (alveol), tenkostěnných váčků, které jsou opředeny krevními kapilárami. Do alveol se dostává vzduch, kyslík difunduje do krve v kapilárách, naopak oxid uhličitý se z alveol při výdechu dostává z těla ven.

## Buněčné dýchání (respirace)
Nejlepším zdrojem energie pro buňku je aerobní oxidace glukózy. Glukóza je sérií metabolických dějů přeměněna na vodu, oxid uhličitý a velké množství energie, které buňka potřebuje k životu. K tomu ale potřebuje kyslík, a musí se nějak zbavit odpadního oxidu uhličitého.
U jednobuněčných i malých a jednoduchých mnohobuněčných organismů může docházet k difúzi plynů povrchem těla. Tito živočichové tedy nepotřebují žádné dýchací orgány.

## Difúze plynů
U ostatních živočichů je to složitější. U obratlovců, kteří dýchají vzduch, je vzduch vdechován nosem, prochází horními a dolními dýchacími cestami až do plic. Dýchací cesty přechází do dýchacího oddílu plic, který je tvořen hlavně alveoly. Dýchací plyny difundují přes alveolární membránu ve směru tlakových a koncentračních gradientů.
Z toho vyplývá, že přechod plynů závisí na parciálním tlaku těchto plynů v atmosféře a na parciálním tlaku plynů v neokysličené krvi, která vstupuje do plic.
Ve velkých nadmořských výškách je parciální tlak kyslíku menší než v nížinách. To je důvod namáhavějšího dýchání ve vyšších nadmořských výškách.

## Plíce savců
Plíce savců jsou párové orgány uložené v hrudní dutině. Na povrchu jsou hladké, zdravé plíce jsou narůžovělé. Jejich barva svědčí o prostředí, ve kterém pracovaly, plíce lidí (ale i psů), kteří žijí ve městech, jsou zašedlé, plíce kuřáků jsou černé, na jejich povrchu jsou vidět dehtové skvrny.
Plíce mají houbovitou konzistenci. Už po prvním nádechu se naplní vzduchem, část tohoto vzduchu se už nikdy nedostane z plic ven. Proto plíce živě narozených dětí (i mláďat ostatních savců) ve vodě plavou, na rozdíl od plic mrtvě narozených, které klesnou ke dnu. Této skutečnosti se využívá v soudním lékařství.
Hrudní dutina je vystlána pleurou, tenkou vazivovou blánou, která pokrývá hrudní stěnu a nazývá se pohrudnice (parietální pleura). Pleura přechází na plíce a pokrývá je jako poplicnice (viscerální pleura). Mezi pohrudnicí a poplicnicí je úzký prostor, zbytek tělní dutiny coelomu, který je vyplněn malým množstvím tekutiny, která umožňuje hladký pohyb. V pohrudniční dutině je také podtlak, který zabraňuje kolapsu měkkých plic a umožňuje jejich naplnění vzduchem při nádechu.
Při proděravění pohrudnice se tlaky v pleurální dutině vyrovnají a plíce zkolabuje. Tento stav se nazývá pneumothorax.
Mezi plícemi je pleurou obalený prostor, nazývané středohrudí, ve kterém je uloženo srdce a ve kterém procházejí důležité cévy, nervy a jícen.

### Stavba plic

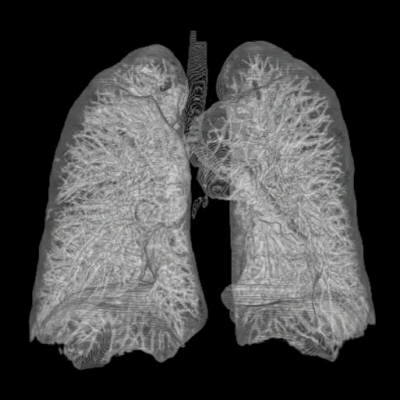
Plíce uvnitř

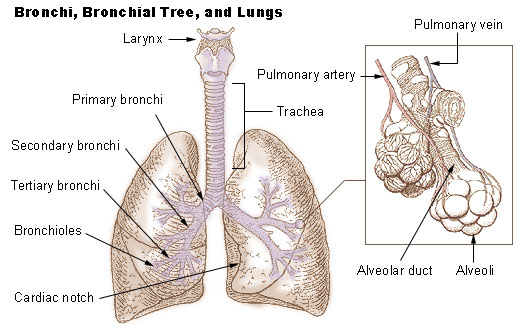
Větvení bronchů v plicích člověka s detailem plicních sklípků

Každá plíce má zhruba trojúhelníkovitý tvar, levá plíce je menší než pravá.
Plicní základna (basis) se dotýká hlavního dýchacího svalu savců, bránice. Plicní hrot (apex) směřuje směrem k hlavě. V plicní brance (hilus) do plíce vstupuje průduška (bronchus), plicní žíly a plicní tepna, mízní žíly a nervy. Na vnitřní ploše plic jsou otisky orgánů středohrudí, hlavně srdce.
Plíce jsou rozčleněné na laloky, u člověka má pravá plíce laloky tři, menší levá má dva. Třetí lalok pravé plíce, lalok přídatný (lobus accessorius) se vsouvá do prostoru mezi velkými žílami a srdcem, u člověka má jazýčkovitý tvar, proto se mu také říká lingula, jazýček. V průměrných plicích se udrží okolo 3 litrů vzduchu.
Každý lalok je dále rozdělen vazivovými přepážkami, které vycházejí z poplicnice, na bronchopulmonální segmenty. Každý segment má vlastní přívod vzduchu i krvení. Segmenty jsou dále rozděleny na lalůčky, aciny, které mají pyramidový tvar. Základna acinu je na povrchu plíce, hrot směřuje k plicní brance.
Vnitřek plic se skládá z rozvětvujících se průdušek, tedy dolních cest dýchacích, a dýchacího oddílu, části, kde dochází k výměně plynů.
Průduška, která vstupuje do plic plicní brankou, se 25krát větví (u člověka). Tvoří tak průduškový strom (arbor bronchalis)
Hlavní průduška (bronchus principalis) → lalokové průdušky (bronchi lobares) → segmentální průdušky (bronchi segmentales) → subsegmentální průdušky → terminální průdušky
V průběhu větvení se mění stavba stěny průdušek, hlavní průduška má podobnou stavbu stěny jako průdušnice, je tvořena chrupavkou, s každým dalším větvením chrupavky ubývá a relativně přibývá hladké svaloviny. Sliznice je pokrytá řasinkovým epitelem, řasinky kmitají směrem ven a pomáhají odstraňovat nečistoty.
V průběhu větvení časem zmizí i hladká svalovina, stěna je tvořena jen tenkou sliznicí, s epitelem s řasinkovými buňkami, malým množstvím pohárkových buněk a buňkami Clarovými, které produkují surfaktant, látku, která snižuje povrchové napětí a brání tak kolapsu průdušky.
Jedna terminální průduška ventiluje jeden plicní lalůček. V něm se větví na průdušinky (bronchioli), které už patří k dýchacímu oddílu plic.
Průdušinky se několikrát rozvětví, až na respirační průdušinky (bronchioli respiratorii). Tyto průdušinky ústí do plicních sklípků, alveolů. Každý respirační bronchiolus zásobuje vzduchem asi 200 alveolů.

### Plicní sklípky
Alveoly (neboli plicní sklípky) jsou tenkostěnné váčky, ve kterých probíhá difúze dýchacích plynů. Jejich stěna je tvořena pouze jednou vrstvou extrémně tenkých buněk, pneumocytů I. typu. Bazální membrána, na kterou pneumocyty nasedají, přechází ve stěnu okolních kapilár, aby mohly plyny volně přecházet. Alveolární membrána je tlustá jen asi 1 μm.
Kromě pneumocytů I. typu jsou ve stěně alveolů i tlustší pneumocyty II. typu, které stejně jako Clarovy buňky průdušek produkují surfaktant (= látka pokrývající vnitřek plicních sklípků, která snižuje povrchové napětí a brání tak smrštění sklípků a následnému kolapsu plic), a makrofágy, tzv. prašné buňky, které fagocytují prach a jiné cizí částice v alveolu.
Dohromady v jedné plíci je přes 350 miliónů plicních sklípků a jejich celkový povrch je 40–100 m2.

## Krevní zásobení plic
Plicní brankou do plic vstupují plicní tepny, které přivádějí neokysličenou krev. Tepna se větví podobně jako průdušnice a průdušinky, až na kapiláry, které opřádají alveoly. Cévy nesoucí okysličenou krev se spojují v plicní žíly, které ústí do levé předsíně srdce. Ze srdce je pak okysličená krev rozváděna po celém těle.
Kromě toho existuje také nutritivní oběh plic, kterým je do plic přiváděna okysličená krev, jež je vyživuje.

## Plicní ventilace
Jako plicní ventilace se označuje proudění vzduchu v plicích. Nádech (inspirium) je aktivní proces, při kterém se stahem bránice a vnějších mezižeberních svalů zvětší objem hrudní dutiny, a plíce se vlivem podtlaku v pohrudniční dutině roztáhnou a naplní vzduchem.
Výdech (exspirium) je za normálních okolností pasivní děj.

## Statické a dynamické objemy plic

Plicní objemy a kapacity.
TLC – celková kapacita plic (total lung capacity)
VC – vitální kapacita
RV – reziduální objem (volume)
IC – inspirační kapacita
FRC – funkční reziduální kapacita
IRV – inspirační rezervní objem
TV – dechový (tidal) objem
ERV – exspirační rezervní objem

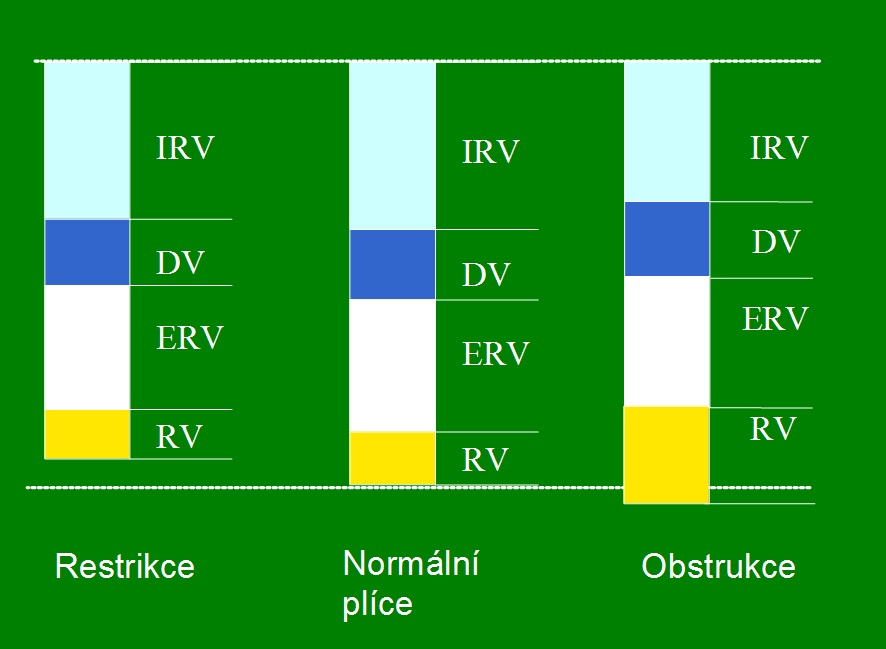
Schéma změn plicních objemů u restrikčních chorob plic, normální plíce a obstrukčních chorob plic

### Vitální kapacita plic
Je to maximální množství vzduchu, které lze vydechnout po největším možném nádechu. Je závislá na fyzické zdatnosti člověka. Měří se pomocí spirometru, do kterého vydechneme co největší množství vzduchu po maximálním nádechu. Jaká je vitální kapacita plic jedince oproti průměrnému člověku se dá zjistit pomocí jednoduchého vzorečku. Hodnotu naměřenou spirometrem se vynásobí stem a vydělí povrchem těla a koeficientem daným pro pohlaví. Pro ženy je to 2000 ml, pro muže 2500 ml.
Vzorec pro výpočet povrchu těla v m2 je: výška v centimetrech 0,725 * váha v kilogramech 0,425 * 71,84 / 10000

## Plíce ptáků
Ptáci mají nejvýkonnější dýchací soustavu ze všech obratlovců. Vzduch vdechnutý nozdrami na zobáku proudí do plic průdušnicí a průduškami, které se v plicích rozvětvují. Jejich větve procházejí plícemi a vstupují do vzdušných vaků, kterých je 5 párů. Mají jemné blanité stěny rozvětvující se ve výběžky, které prostupují různými částmi těla včetně dutých kostí. V plicích zůstává jen část vdechnutého vzduchu, část prochází do vaků, odkud se při výdechu vrací do plic, kde probíhá výměna plynů. Je to zcela jiný mechanismus dýchání než u savců. Plíce jsou malé, přirostlé na strop hrudní dutiny a slouží pouze pro výměnu plynů. Objemově se mění jen málo. Mechaniku pohybu vzduchu zajišťuje svalovina trupu.

## Choroby
- Alveolitida – Zánět plicních sklípků, často způsobený alergií na spóry nebo prach, způsobuje dušnost nebo kašel s vykašláváním.
- Astma – z řečtiny obtížné dýchání. Jedná se o chronické zánětlivé onemocnění dýchacího (respiračního) systému. Astmatický záchvat je obvykle je vyvolán alergickou reakcí na vdechované částice, například pyl, nebo tělesnou námahou či stresem. (Hugo J., Vokurka M.: Praktický slovník medicíny. Praha, Maxdorf 1998)
- Azbestóza – Zjizvení plic způsobené vdechováním azbestových vláken, způsobuje dušnost a nakonec vede ke smrti.
- Bronchitida – Zánět průdušek, spojujících plíce s průdušnicí, způsobuje kašel s hojným vykašláváním. Častější u kuřáků a lidí žijících ve znečištěných oblastech.
- Emfyzém – Těžká dušnost způsobená nevratným poškozením plicních sklípků kouřením.
- Plicní edém – Těžká dušnost způsobená tekutinou v plicích.
- Plicní hypertenze – Ucpání plicní žíly trombem.
- Pneumokonióza – Těžké poškození plic u horníků, způsobené zjizvením plicních sklípků po vdechování uhelného prachu.
- Pneumonie – Zápal plic – Zánětlivé onemocnění, způsobené bakteriemi (nejčastěji rodu Streptococus), viry (rod Herpes), vzácně mykotický

### Úrazy
- Pneumotorax – Bolest na hrudi a dušnost způsobená přítomností vzduchu v dutině hrudní mezi plícemi a žebry. Dušnost způsobena smrštěním plíce. Podobně jako u hemotoraxu je nutné lékařské ošetření, kdy musí být vzduch odsát, aby mohla plíce reexpandovat.
- Hemotorax – Nahromadění krve v dutině hrudní mezi plícemi a žebry, způsobené úrazem. Projevuje se bolestí a dušností. Dušnost je způsobena smrštěním plíce. Je zapotřebí lékařského zákroku, kdy je krev odstraněna a plíce má možnost reexpandovat.

### Nádorová onemocnění
- Karcinom plic